# Nopia
Nopia là một chi bướm đêm thuộc họ Geometridae.